# Thoksila
Thoksila (nep. ठोक्सिला) – gaun wikas samiti we wschodniej części Nepalu w strefie Sagarmatha w dystrykcie Udayapur. Według nepalskiego spisu powszechnego z 2001 roku liczył on 3454 gospodarstw domowych i 19246 mieszkańców (9579 kobiet i 9667 mężczyzn).